# Gérard Madronnet
Gérard Madronnet est un footballeur français, né le 2 juillet 1950 à Sarlande (Dordogne).
Il évolue comme milieu de terrain, notamment aux Girondins de Bordeaux (novembre 1967-juillet 1971), au Paris FC (1972 à 1974), au Red Star (1974-1978), au stade de Reims (1978-1979) et au Toulouse FC (1979-1980).
Il dispute un total de 168 matchs en Division 1.

## Carrière
- 1968-1971 :  Girondins de Bordeaux
- 1971-1972 :  Angoulême
- 1972-1974 :  Paris FC
- 1974-1978 :  Red Star
- 1978-1979 :  Stade de Reims
- 1979-1980 :  Toulouse FC
- 1980-1984 :  Grenoble[1]